# Axel Grönberg
Rolf Axel Einar Grönberg (ur. 9 maja 1918 w Norbergu, zm. 23 kwietnia 1988 w Sztokholmie) – szwedzki zapaśnik. Dwukrotny złoty medalista olimpijski.
Walczył w obu stylach, jednak większe sukcesy odnosił w klasycznym. Pierwszy złoty medal zdobył w 1948 w Londynie. Cztery lata później obronił tytuł. Stawał na podium mistrzostw Europy, a w 1950 został mistrzem świata. Wielokrotnie zdobywał tytuły mistrza Szwecji.

## Starty olimpijskie
Londyn 1948
- styl klasyczny do 79 kg – złoto

Helsinki 1952
- styl klasyczny do 79 kg – złoto